# Evangelický kostel (Trutnov)
Evangelický kostel v Trutnově (nyní Koncertní síň Bohuslava Martinů) je neogotická stavba z roku 1900, nacházející se ve východočeském Trutnově na Úpické ulici. Vystavěna byla Karlem Riegerem podle plánu architekta Karla Steinhofera. Kostel byl posvěcen 7. října 1900 a nesl název Kristův kostel (Christuskirche). Svému účelu sloužil kostel do roku 1957. Od té doby chátral, v roce 1980 byl přestavěn na koncertní síň pojmenovanou po Bohuslavovi Martinů. Nyní slouží opět i k bohoslužebným účelům. V průčelí se nachází osmiboká cihlová zeď vysoká 43 metrů. Uvnitř kostela pak sochy Hlas a Naslouchání od Olbrama Zoubka.